# Aridelus rufotestaceus
Aridelus rufotestaceus är en stekelart som beskrevs av Vladimir Ivanovich Tobias 1986. Aridelus rufotestaceus ingår i släktet Aridelus och familjen bracksteklar. Inga underarter finns listade.